# Цифровая философия
Цифровая философия — направление в философии, которое исследует взаимодействие человека и цифровых технологий, влияние этих технологий на общество и культуру. Ключевыми фигурами цифровой философии являются Грегори Хайтин, Эдвард Фредкин, Стивен Вольфрам, Конрад Цузе и Джон Уилер.
Цифровая философия отделилась от цифровой физики (оба термина введены Эдвардом Фредкиным) и предлагает основывать современную физику на клеточных автоматах. Точнее говоря, ученые, поддерживающие это направление исходят из предположения, что вселенная — гигантский Тьюринг-полный клеточный автомат.
Важнейшим вопросом в цифровой философии является проблема беспрецедентного темпа развития цифровой цивилизации и как следствие технологических и социально-экономических трансформаций.
Цифровая философия в современное время рассматривается как гипотеза формирования 4-й стадии эволюции человечества и является логическим продолжением теории О. Конта о 3-х стадиях эволюции человечества: теологической, метафизической и научной («позитивная философия»).

## История
Цифровая философия начала формироваться в середине 20 века в связи с развитием компьютерных технологий и возникновением цифровой революции. Одним из ранних представителей цифровой философии был американский философ Норберт Винер , который в своей работе «Кибернетика, или управление и связь в животном и машине» (1948) впервые ввел понятие «кибернетика» и рассматривал вопросы о том, как машины могут имитировать интеллектуальную деятельность человека.
С появлением персональных компьютеров в 1970-х годах и интернета в 1990-х годах интерес к цифровой философии только усилился, и в настоящее время это направление представлено работами многих современных философов, которые исследуют влияние цифровой технологии на нашу жизнь и общество.
Цифровая философия является переосмыслением метафизических идей Лейбница. При этом переосмыслении происходит замена понятий монадологии Лейбница на теорию клеточных автоматов. Цифровая философия пытается решить некоторые сложные вопросы в философии сознания и философии физики. Цифровой подход к философии также связан с недетерминистическим эссенциализмом копенгагенской интерпретации квантовой механики. В цифровой вселенной существование и мышление состоит только из акта вычисления (однако, не всякое вычисление может являться мышлением). Таким образом, вычисление есть единственная субстанция монистической метафизики, в то время как субъективность порождается универсальностью. Вообще говоря, существует множество вариантов цифровой философии, но многие из них являются просто отдельными теориями, которые рассматривают окружающую реальность и процессы мышления как процессы обработки информации.

## Известные учёные
Среди ученых, которые внесли вклад в развитие цифровой философии, можно назвать:
- Дуглас Хофштадтер (Douglas Hofstadter) — американский психолог и когнитивный ученый, известный своими работами по теории самообращения, пониманию сознания и теории формальных систем.
- Мартин Хайдеггер (Martin Heidegger) — немецкий философ, известный своими работами по феноменологии и онтологии. В своих работах Хайдеггер исследовал темы, связанные с вопросом о сущности техники и ее влиянии на человека.
- Ник Бостром (Nick Bostrom) — шведский философ, работающий в области философии науки и технологий. Он известен своими работами по теории симуляций и гипотезе о том, что наш мир может быть симуляцией, созданной более развитой цивилизацией.
- Жан Бодрийяр (Jean Baudrillard) — французский философ и социолог, который в своих работах исследовал темы, связанные с постмодернизмом, массовой культурой и технологическими изменениями в современном мире.
- Рэй Курцвейл (Ray Kurzweil) — американский инженер и изобретатель, который известен своими работами в области искусственного интеллекта, технологий продления жизни и предсказаний будущих технологических достижений.

В цифровой философии они исследовали различные аспекты взаимодействия человека и технологий, вопросы о цифровой реальности, симуляциях, искусственном интеллекте и технологическом развитии. Каждый из них внес свой уникальный вклад в понимание цифровой эпохи и ее философских последствий.

## Идеи Эдварда Фредкина в физике
Эдвард Фредкин — американский физик и инженер, который сделал значительный вклад в развитие информатики и физики, а также выступил со своими философскими идеями.
Одной из его наиболее известных идей является идея цифровой физики — теории, согласно которой вселенная может быть описана как компьютерная программа, работающая на некотором аппаратном устройстве. Фредкин считал, что материя и энергия являются всего лишь информационными состояниями, а фундаментальные законы физики могут быть выражены в терминах информационных операций.
Еще одной известной идеей Фредкина является «парадокс Фредкина», который он описал в 1980 году. Парадокс заключается в том, что при измерении квантовой системы нельзя избежать влияния на саму систему, что приводит к неопределенности измерения. Фредкин считал, что этот парадокс показывает, что в основе реальности лежит информация, а не материя.
Фредкин также выступал с философскими идеями, которые связываются с его взглядами на физику. Он считал, что мы живем в «цифровой вселенной», где все является информационным, и что существует возможность создать «цифровое бессмертие» — процесс загрузки человеческого сознания в компьютерную среду.
Несмотря на то, что некоторые из идей Фредкина вызывают споры и дискуссии среди ученых и философов, его работы исходят из предположения, что мир можно понимать и описывать в терминах информации и компьютерных операций.

## Пять важных вопросов Фредкина, на которые легко ответить
Заголовок раздела в оригинале:
Эдвард Фредкин известен своими сложными философскими и физическими идеями, но он также поставил ряд вопросов, на которые легко можно ответить. Вот пять из них:
- Что такое цифровая информация? Ответ: Цифровая информация представляет собой информацию, представленную в виде чисел и используемую компьютерами для обработки, хранения и передачи.
- Как работает компьютерная программа? Ответ: Компьютерная программа — это набор инструкций, написанных на языке программирования, которые компьютер может выполнить для решения определенной задачи.
- Каковы основные компоненты компьютера? Ответ: Основными компонентами компьютера являются процессор, память, жесткий диск и ввод-выводные устройства, такие как клавиатура и монитор.
- Как передается информация по Интернету? Ответ: Информация передается по Интернету в виде пакетов данных, которые перемещаются через сеть от отправителя к получателю.
- Как компьютеры могут использоваться для решения научных задач? Ответ: Компьютеры могут использоваться для решения научных задач, выполняя сложные расчеты и моделирование, обработку больших объемов данных и визуализацию результатов исследований.

В соответствии с работами Фредкина

Цифровая механика утверждает, что для каждой непрерывной симметрии в физике существует микроскопический процесс, который нарушает эту симметрию.
Оригинальный текст (англ.)Digital mechanics predicts that for every continuous symmetry of physics there will be some microscopic process that violates that symmetry.

Поэтому, в масштабах планковских величин обычная материя имеет спин углового момента, который нарушает принцип эквивалентности. Могут существовать так называемые силы Фредкина, которые являются причиной торсионных полей в пространстве-времени. Теория Эйнштейна — Картана была разработана как расширение общей теории относительности, внутренне включающее в себя описание воздействия на пространство-время кроме энергии-импульса также и спина материальных полей. В соответствии с соглашениями в физике, кручение не распространяется, что означает, что кручение возникает только внутри тела и нигде больше. Однако, в соответствии с Фредкином, кручение может возникнуть не только внутри тела, но и за его пределами, так как альтернативные вселенные могут иметь аномальные инерционные эффекты.

## Связь между идеями Фредкина и М-теорией
Связь между идеями Эдварда Фредкина и М-теорией не прямая, поскольку Фредкин работал в области цифровой философии и теории вычислений, а М-теория относится к физике. Однако, существует некоторое сходство между некоторыми идеями Фредкина и физической теорией, включая М-теорию.
Фредкин предложил концепцию «цифровой физики», согласно которой материя может быть описана в терминах цифровой информации и ее обработки. Это подобно тому, как компьютеры могут обрабатывать и передавать информацию в виде битов и байтов. Согласно этой концепции, все в нашей реальности может быть описано и понимаемо с помощью математических и цифровых алгоритмов.
М-теория, с другой стороны, представляет собой физическую теорию объединения всех основных взаимодействий в природе, таких как гравитация, электромагнетизм, сильное и слабое ядерные силы. Однако, для построения этой теории требуется использовать математические и алгоритмические методы, которые могут напоминать идеи цифровой философии.
Таким образом, связь между идеями Фредкина и М-теорией заключается в использовании математических и цифровых алгоритмов для описания физических явлений. Однако, это не является прямой связью, а скорее некоторым подобием сходства в методологии.

## Основные вопросы
Среди основных вопросов, которые рассматривает цифровая философия, можно выделить следующие:
- Какова природа информации и как мы можем ее понимать?
- Как цифровые технологии влияют на нашу культуру, общество и политику?
- Как цифровые технологии изменяют наше понимание личности и субъективности?
- Каков статус традиционных философских вопросов в свете технологий?
- Как мы можем использовать цифровые технологии для решения этических и моральных проблем?
- Каким образом цифровые технологии изменят будущее человечества?

Эти вопросы являются лишь некоторыми из множества, которые занимает цифровая философия, и научное сообщество продолжает исследовать эти и другие проблемы, связанные с цифровыми технологиями.

## Взаимодействие с цифровыми технологиями
- Онлайн-курсы философии. Существует множество онлайн-курсов, посвященных различным аспектам философии, которые доступны каждому, кто имеет доступ в Интернет. Эти курсы предоставляют возможность изучения философии в удобное время и месте, не требуя посещения физических классов.
- Философские форумы и блоги. Существует множество форумов и блогов, посвященных философии, на которых люди могут общаться с другими участниками, обмениваться мнениями и дискутировать на различные темы.
- Цифровые библиотеки. Цифровые библиотеки, такие как Google Books, предоставляют доступ к множеству книг и статей по философии. Эти библиотеки позволяют пользователям получать доступ к информации, которая ранее была недоступна из-за ограничений времени, места или доступности.
- Философские приложения. Существуют приложения для мобильных устройств, которые позволяют пользователям изучать философию в удобное время и месте. Эти приложения содержат информацию о различных аспектах философии, а также предоставляют доступ к философским текстам и ресурсам.

В целом, цифровые технологии создают новые возможности для взаимодействия с философией, расширяя доступность знаний и возможностей для общения и обмена идеями.